# Mārupe
Mārupe è un comune della Lettonia di 13.958 abitanti (dati 2009).
Nel territorio comunale è situato l'Aeroporto Internazionale di Riga.

## Località
Il comune è stato istituito nel 2009 riorganizzando il territorio della città omonima.